# Vitrimurella fulgens
Vitrimurella  fulgens is een mosdiertjessoort uit de familie van de Vitrimurellidae. De wetenschappelijke naam van de soort is, als Tremoschizodina fulgens, voor het eerst geldig gepubliceerd in 1955 door Marcus.